# Franckesche Stiftungen

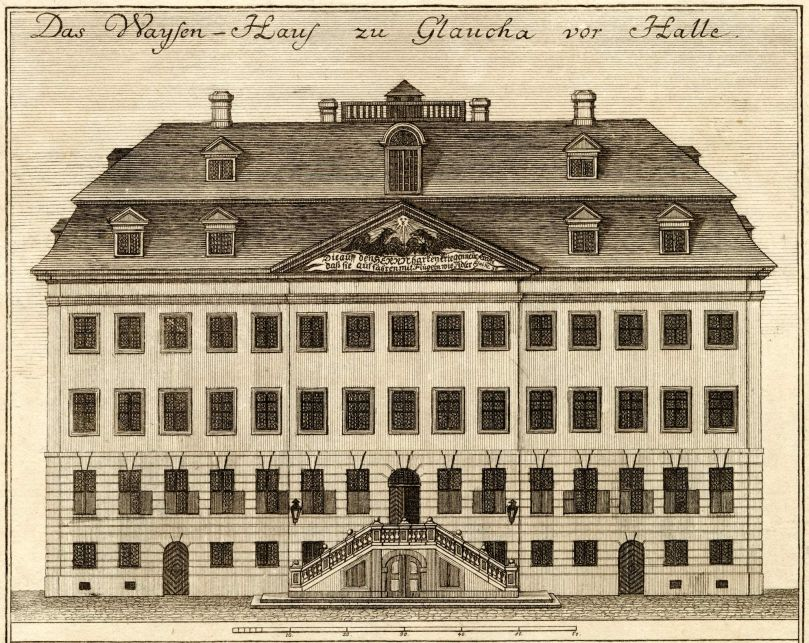
Fondazioni Francke: Orfanotrofio storico (incisione, 1749)

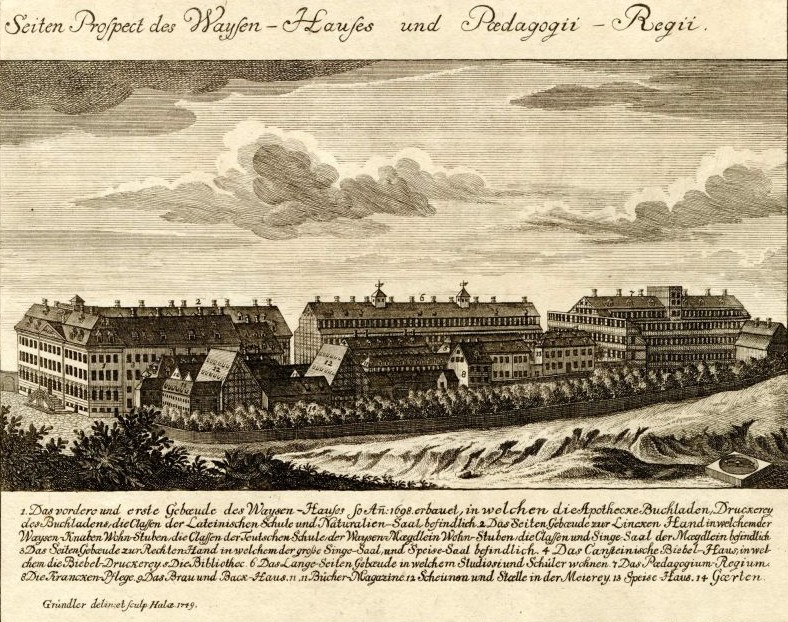
Veduta d'insieme delle Fondazioni Francke (incisione, 1749)

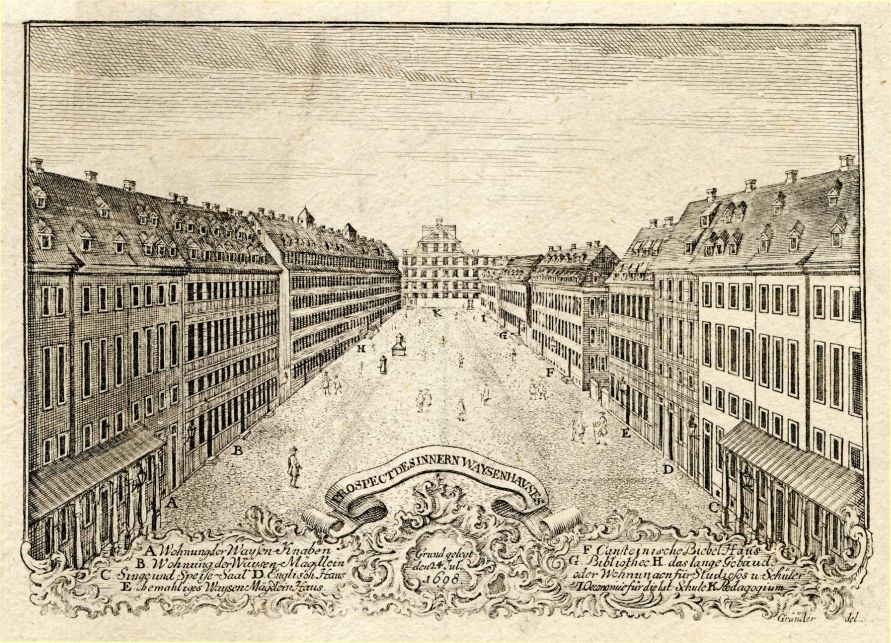
Cortile delle Fondazioni Francke (incisione, um 1750)

Le Franckesche Stiftungen ad Halle (originariamente Glauchasche Anstalten, ovvero Enti di Glaucha) ospitano una varietà di istituzioni culturali, economiche, pedagogiche e sociali. Vennero fondate nel 1698 dal teologo e pedagogo August Hermann Francke. Le scuole ed iniziative sociali, caratterizzate dal pietismo di Francke raggiunsero un'importanza internazionale. Gli edifici storici costituiscono oggi un esempio unico a livello mondiale di architettura a scopo sociale e pedagogico, nella lista tedesca dei candidati a divenire patrimoni dell'umanità UNESCO. Nel frattempo, si sono stabilite nei locali delle fondazioni oltre 50 diverse istituzioni, tra cui quattro scuole, istituti della Università Martin-Lutero, la Fondazione culturale della Federazione e l'Istituto tedesco per la gioventù.

## Storia

### Dalla scuola per i poveri all'orfanotrofio

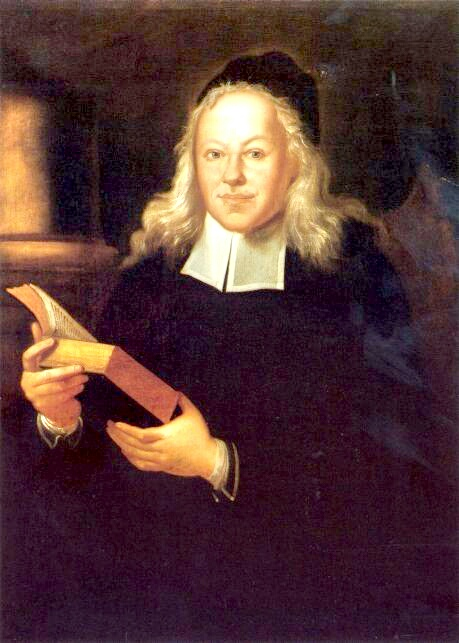
August Hermann Francke (1663–1727)

Il 22 dicembre 1691 August Hermann Francke fu nominato pastore della Chiesa di S. Giorgio a Glaucha (cittadina assorbita da Halle dal 1817). Al tempo stesso, egli ottenne la nomina come Professore di greco e lingue orientali presso la nascente Università di Halle. Dato che nell'ambito della sua parrocchia regnava una „crassa ignoranza in materia di fede e un'avanzata trascuratezza morale“, ogni domenica, dopo il culto, egli teneva lezioni di catechismo ai bambini ed agli adulti della sua comunità. Per alleviare le necessità sociali dei bambini poveri, mise a loro disposizione borse di studio grazie a collette della chiesa.

Una più generosa donazione, fatta nella cassetta per i poveri della casa pastorale, a Pasqua del 1695, dell'ammontare di quattro talenti e 16 grossi, divenne la base dell'opera della sua vita. 
(August Hermann Francke (1695))
 Immediatamente dopo la ricezione della donazione, August Hermann Francke aprì una scuola per i poveri, inizialmente con sede nella casa pastorale. I bambini indigenti venivano istruiti da uno studente di teologia dell'Università di Halle. La buona fama di questa piccola scuola per i poveri fece aumentare rapidamente il numero degli allievi, sicché poche settimane dopo già alcuni cittadini di Glaucha vi mandarono i loro figli a fronte di una modesta tassa scolastica. Nell'estate del 1695, si tenevano lezioni già per 50 studenti. Siccome anche appartenenti a circoli benestanti volevano mandare i loro figli da Francke, a Pentecoste del 1695 egli fondò il Pädagogium come Istituto per l'educazione e la formazione dei bambini della nobiltà e della ricca borghesia. Un'altra scuola, la Scuola Latina, venne fondata nel 1697 per ragazzi di famiglie borghesi, che si proponevano di dedicarsi a studi universitari. Le lezioni erano tenute da studenti che, in cambio, ottenevano alloggio gratuito, combustile gratis e 16 grossi di salario. Obiettivo delle scuole era la salvezza delle anime e, all'uopo serviva l'esame di coscienza fatto alla luce della Scrittura. A tal fine anche le ragazze dovevano imparare a leggere e scrivere.
Siccome molti bambini poveri od orfanelli, al di fuori della scuola, a causa del cattivo ambiente sociale erano nuovamente esposti alla trascuratezza fisica e morale, Francke decise di affidare questi bambini a delle famiglie, in cambio di un compenso. In tal modo era nata l'idea di un orfanotrofio. Utilizzando Privilegi del Principe elettore, che gli concesse l'esenzione da accise, dazi e diritti di Geleit (che si pagavano per la scorta da parte di guardie lungo certi tratti di strada) e numerose donazioni, nel 1698 venne collocata la prima pietra dell'edificio, imponente data la situazione, destinato ad ospitare l'orfanotrofio. Ad aprile del 1701 Francke poté inaugurare l'edificio che, al tempo stesso, fungeva da sede principale delle sue fondazioni.

### Le Fondazioni Francke dal Seicento all'Ottocento
Grazie ad altri privilegi concessi dal Principe elettore, poterono essere istituite una libreria, una tipografia ed una rilegatoria, una farmacia ed un piccolo museo di scienze naturali. Le entrate di queste attività finanziarono l'orfanotrofio e fecero crescere ulteriormente le fondazioni. A partire dal 1708 veniva pubblicato tre volte a settimana il giornale di Halle Hallische Zeitung. Nell'anno 1709 vennero costruiti un edificio a graticcio a tre piani per le orfanelle ed una scuola per fanciulle, l'anno dopo sorse la Englisches Haus (Casa inglese), per studenti dall'Inghilterra. Analogamente, nell'anno 1710 sorse un ulteriore edificio nello spazio fra l'edificio principale e la Casa inglese, nel cui piano interrato si trovava un refettorio, ai piani superiori una sala per il canto e la preghiera, nella quale potevano trovare posto 2000 persone. Nello stesso anno,  Francke fondò, insieme al Barone Carl Hildebrand von Canstein la Cansteinsche Bibelanstalt (l'Istituto biblico Canstein). Detto Istituto biblico stampò, fino al Novecento, milioni di Bibbie economiche. Le fondazioni divennero la porta di Halle verso il mondo. Nel Settecento, pastori di orientamento pietistico operarono nei paesi Baltici, in Russia, Polonia, Boemia, Slovenia, Scandinavia, Inghilterra, Olanda, India e Nordamerica. Con loro sorse una rete di corrispondenza a livello mondiale. Nel 1810 venne eretta la Realschule (scuola media a carattere tecnico), nel 1835 seguì la Höhere Töchterschule (scuola superiore per ragazze), il successivo Lyzeum.

### Il Novecento: mutamenti decisivi

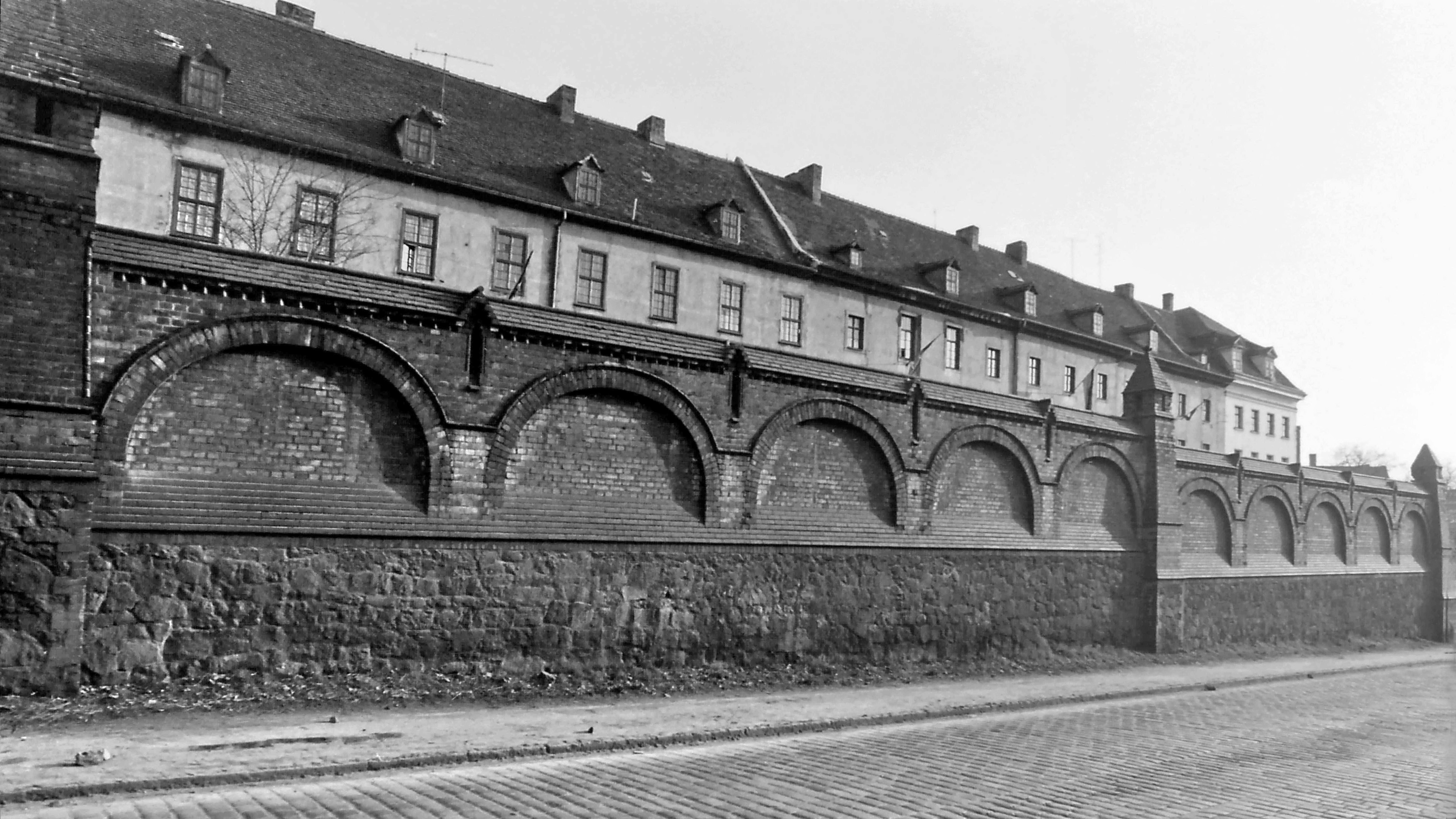
Muro dello storico orfanotrofio nel 1972, prima della demolizione

L'attuazione di un nuovo sistema scolastico caratterizzato da una pluralità di rami, sostenuto dalla spiritualità pietistica e dall'amore pratico per il prossimo di August Hermann Francke, il collegamento con istituzioni scientifiche ed il mantenimento di imprese economiche redditizie furono alla base della fama dell'orfanotrofio di Halle in tutta Europa. I piani di riforma del Pietismo di Halle furono diffusi nel mondo da insegnanti, medici e missionari. Le loro tracce si trovano ancora oggi in molti paesi europei, ma anche in India e negli USA. La prima missione protestante, la diaconia, la Realschule in Germania, milioni di Bibbie in tedesco ed una varietà di inni evangelici cantati ancora oggi hanno la loro origine nelle fondazioni di Francke. A motivo della grande richiesta e dell'eccellente fama, crebbe il bisogno di edifici scolastici più grandi nelle fondazioni. Nell'autunno del 1906 venne pertanto eretto un nuovo edificio per la Scuola latina (Latina). La statistica annuale del 1911 registrò un totale di 3056 allievi nelle diverse scuole delle Fondazioni Francke. Nel 1920 si poté acquistare un nuovo edificio scolastico per la nuova  Oberrealschule (equivalente del liceo scientifico).
Durante il nazionalsozialismo le istituzioni sopravvissero quale cittadella scolastica di ispirazione cristiana. Ciò avvenne mediante "equilibrismi" fra adattamento, adesione e rifiuto dell'ideologia nazista. La Latina rimase in quel periodo uno dei pochi ginnasi umanistici. Durante la Seconda guerra mondiale vennero distrutti alcuni edifici delle fondazioni, fra i quali parti dell'orfanotrofio di August Hermann Francke e la  Latina a causa di un bombardamento aereo nel marzo del 1945.
Durante la permanenza della Repubblica Democratica Tedesca le fondazioni Francke perdettero la loro autonomia, divennero proprietà del Popolo e vennero esposte ad un crescente deterioramento. All'epoca, una riparazione necessaria avvenne esclusivamente in quegli edifici che venivano utilizzati dall'Università Martin Lutero o come scuola. Solo per rispetto nei confronti della storia di questa cittadella scolastica venne mantenuto alle scuole, dalle autorità della Repubblica Democratica Tedesca,  il nome di August Hermann Francke. In quell'epoca esistettero con quel nome anche una scuola secondaria politecnica ed una scuola superiore estesa (Erweiterte Oberschule).
Negli anni '70, il muro nord dell'orfanotrofio venne demolito, per costruire una strada sopraelevata per l'attuale strada federale 80. Questa conduce, da allora, direttamente ad una porzione, attraverso gli edifici delle fondazioni e divide la farmacia dell'orfanotrofio dai restanti edifici. Sul terreno della Piantagione appartenente alle fondazioni vennero elevati numerosi edifici a più piani. Nel 1978, nell'originario orto venne eretta un'ulteriore scuola col sistema a grandi pannelli del tipo Erfurt TS 75.

### Presente e prospettive future

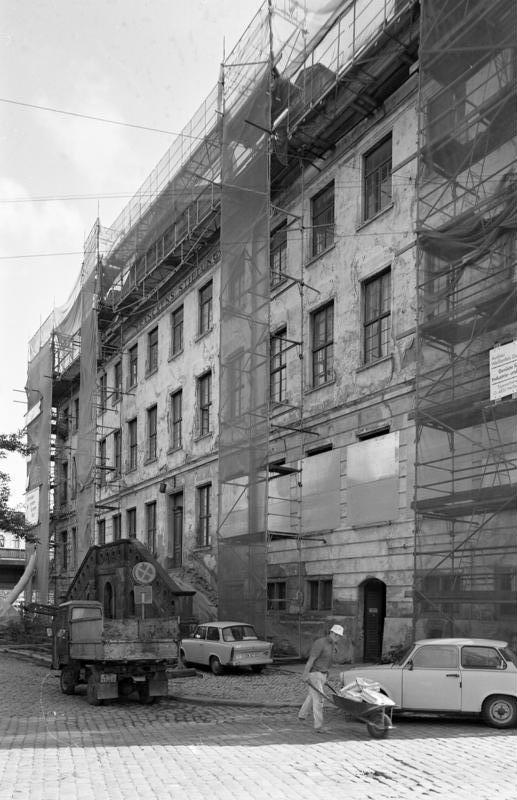
Risanamento dell'edificio principale in rovina delle Fondazioni Francke (1991)

Dal 1991 gli edifici storici vennero risanati col contributo di Federazione, Land, Città così come delle Fondazioni e di donazioni private. Circa la metà degli oltre 50 edifici censiti sono già stati risanati e riempiono di nuova vita il rispettivo terreno con superficie di 14 ettari. Le Fondazioni Francke vennero registrate nel Libro blu pubblicato nel 2001. Il Libro blu (Blaubuch) è una lista delle istituzioni culturali di importanza nazionale che si trovano nella Germania nordorientale e comprende attualmente 20 cosiddetti "fari culturali". Per il trecentenario dalla fondazione delle Fondazioni Francke sono stati emessi nel 1998 una moneta commemorativa così come un francobollo con l'immagine dell'orfanotrofio.
Dal 2009 venne risanato l'edificio storico adibito a birrificio e panetteria (Casa 37–39, sede della Cancelleria). Il completamento è progettato per la fine del 2011. Negli edifici retrostanti 36/36a (Casa dei fittavoli dell'inizio del '700, parte integrante del complesso della cascina) verrà inserito il seminario statale per docenti. Il radicale risanamento dell'ingresso delle Fondazioni Francke, in Franckeplatz 3-5, poté iniziare nel 2006. Si tratta di antiche locande del Cinquecento e Seicento, acquistate da Francke e destinate ai suoi obiettivi pedagogici e sociali. L'abitazione di Francke venne rinnovata per prima, riaperta nel 2008 ed ospita, da quell'anno, il centro di documentazione, la libreria dell'Orfanotrofio, la mansarda della Bibbia così come una esposizione sulla vita e l'opera del fondatore delle istitutzioni. Edificata nel 1655, era nota come locanda dall'insegna ‚Rosa d'oro’. Nei paraggi sorge dal 2010 la nuova costruzione destinata all'Istituzione culturale della Federazione (Kulturstiftung des Bundes).

## Importanza attuale

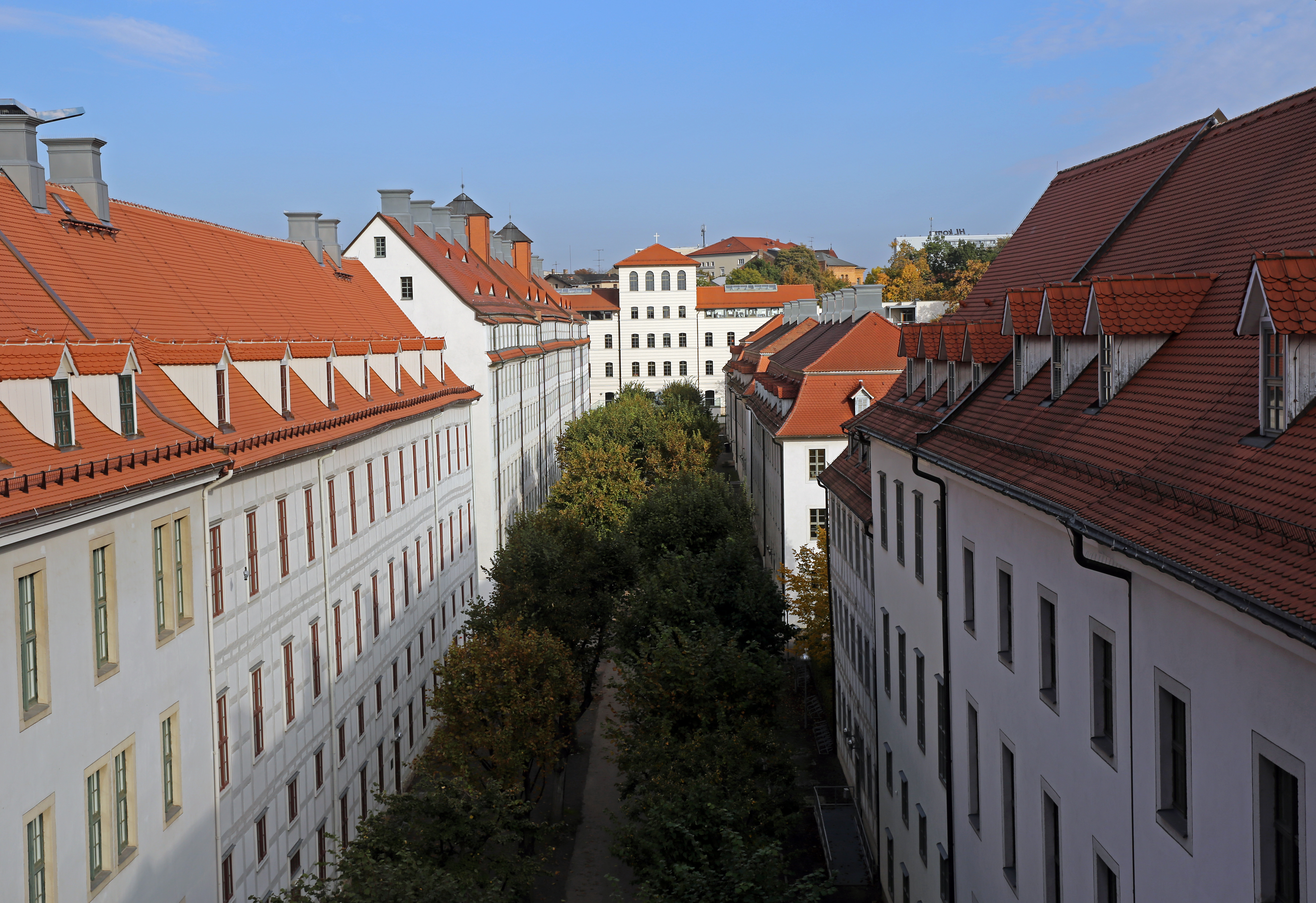
Cortile interno (2015)

Le Fondazioni Francke sono oggi un'istituzione di rango nazionale con numerose collaborazioni internazionali. I visitatori possono accedere all'orfanotrofio storico con la galleria d'arte ed il museo di scienze naturali, che rappresenta il più antico spazio museale civico della Germania, all'Aula Francke, al centro per la creatività infantile Krokoseum così come alla biblioteca storica della Fondazione con gli scaffali in stile barocco che si succedono come le quinte di un teatro. Nell'orfanotrofio storico, accanto alle mostre permanenti storiche trovano regolarmente spazio anche mostre temporanee su temi collegati alla storia delle Fondazioni Francke. Nell'originaria sala delle riunioni, l'attuale Freylinghausen-Saal, si tengono regolarmente ulteriori manifestazioni e concerti.
Il complesso storico degli edifici, all'interno di un'area chiusa nel mezzo della città di Halle, s'è in gran parte mantenuto fino ad oggi. La Casa Lunga (Langes Haus) nel Lindenhof (letteralmente cortile dei tigli) è la più grande casa a graticcio d'Europa. Misura oltre 110 metri ed ha sei piani.
Come esempio unico al mondo di architettura a fini sociali e pedagogici, il complesso delle Fondazioni è sulla lista tedesca delle proposte come Patrimonio dell'Umanità UNESCO.

## Le singole istituzioni (selezione)

### Istituzioni scientifiche

#### Orfanotrofio storico ed abitazione di Francke

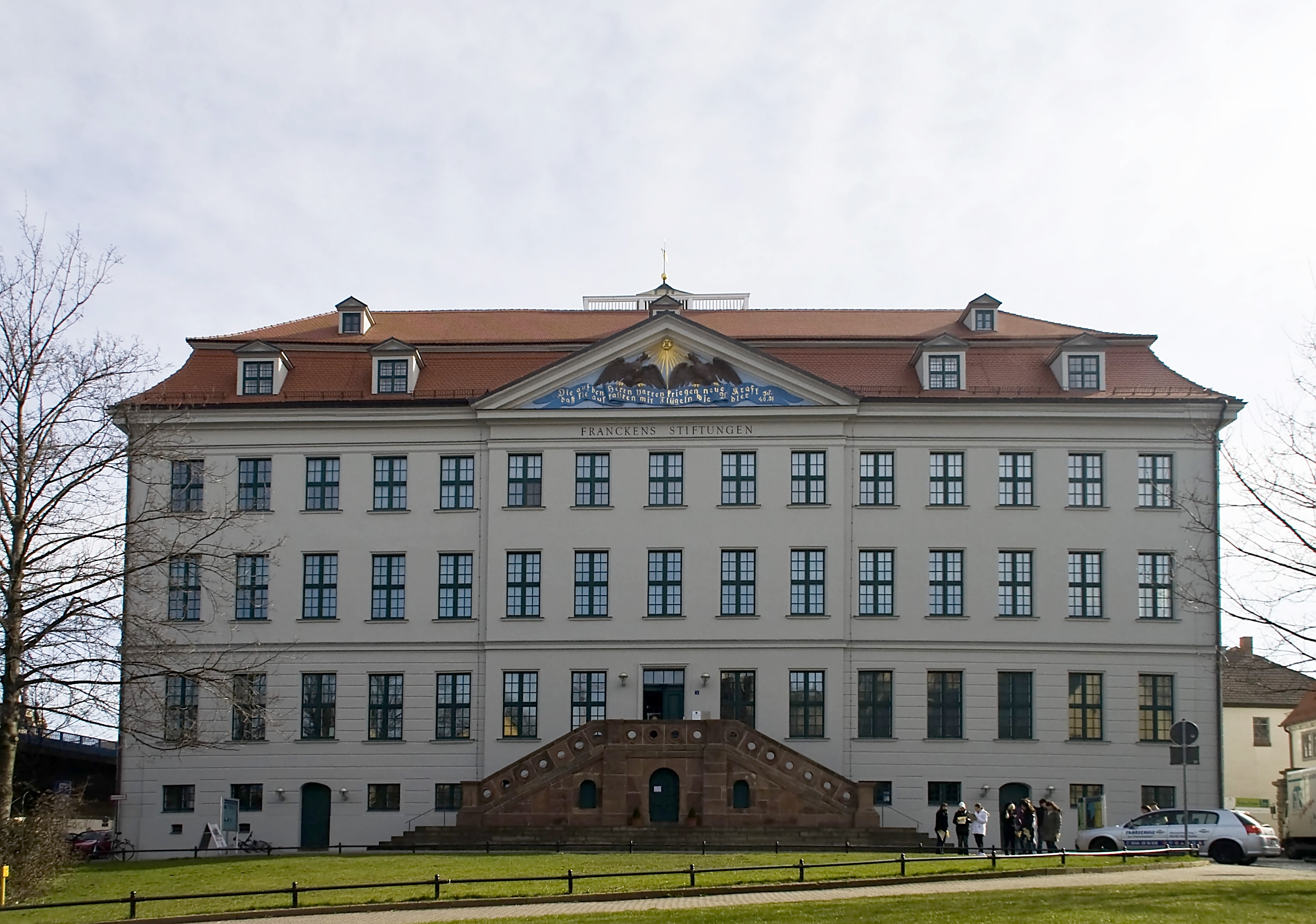
Orfanotrofio storico (2009)

L'orfanotrofio storico venne eretto come prima costruzione delle istituzioni pedagogiche e sociali di August Hermann Francke fra il 1698 ed il 1700. Costruito con l'aiuto di donazioni, ospitò, fino all'edificazione degli edifici di ampliamento attorno al Lindenhof varie istituzioni delle Fondazioni come i dormitori, le aule, la biblioteca, la farmacia e la tipografia. Oggi l'orfanotrofio storico costituisce il cuore culturale delle Fondazioni Francke. Qui hanno luogo eventi scientifichi e culturali, mostre di storia della cultura e concerti. È la casa 1 degli edifici numerati delle Fondazioni Francke.
Nell'originaria abitazione di Francke, la Casa 28, si trovano oggi il centro di documentazione delle Istituzioni Francke, l'Aula Francke con una mostra permanente così come la mansarda della Bibbia. Francke aveva acquistato la casa nel 1702 ove sorgeva una locanda che egli trasformò in abitazione.

#### La galleria d'arte ed il museo di scienze naturali
La barocca Kunst- und Naturalienkammer (galleria d'arte e museo di scienze naturali) del 1698 rappresenta il più antico spazio museale civico della Germania. Venne adibita a fini educativi da Francke ed ancora oggi è sistemata, secondo il concetto museale originale del Settecento, nella sede storica della mansarda dell'orfanotrofio. Diciotto armadi riccamente decorati ospitano le collezioni costituite da circa 3000 oggetti naturali, curiosità ed artefatti. Danno l'impressione unica di una Wunderkammer barocca. A differenza dei musei di oggi, la Kammer aspira ad essere una raccolta enciclopedica. Distingue, innanzitutto, fra oggetti naturali ed artefatti. Gli oggetti naturali vennero suddivisi in pietre, piante ed animali, gli artefatti in arti visive, calligrafia, monete, etnografia ed abbigliamento. Lo scopo era quello di creare uno specchio del mondo: un microcosmo che rendesse comprensibile il macrocosmo, inteso come meravigliosa creazione di Dio. La Kunst- und Naturalienkammer si trova nell'orfanotrofio storico.

#### Centro studi August Hermann Francke con archivio e biblioteca
La biblioteca fondata alla fine del Seicento comprende, nel suo fondo più antico, circa 50.000 libri dei più diversi campi dello scibile, ma prevalentemente relativi alla storia moderna della chiesa e dell'istruzione. La storica biblioteca, a quinte teatrali (Kulissenbibliothek), si trova dal 1728 nella Casa 22, in un edificio costruito appositamente, il cui mobilio originale con scaffali sistemati nello spazio a mo' di quinte di teatro, s'è conservato così com'era. Fin dal restauro attuato secondo gli antichi progetti alla fine degli anni '90, è possibile vederla nella forma originaria del 1746.

#### Casa editrice delle Fondazioni Francke

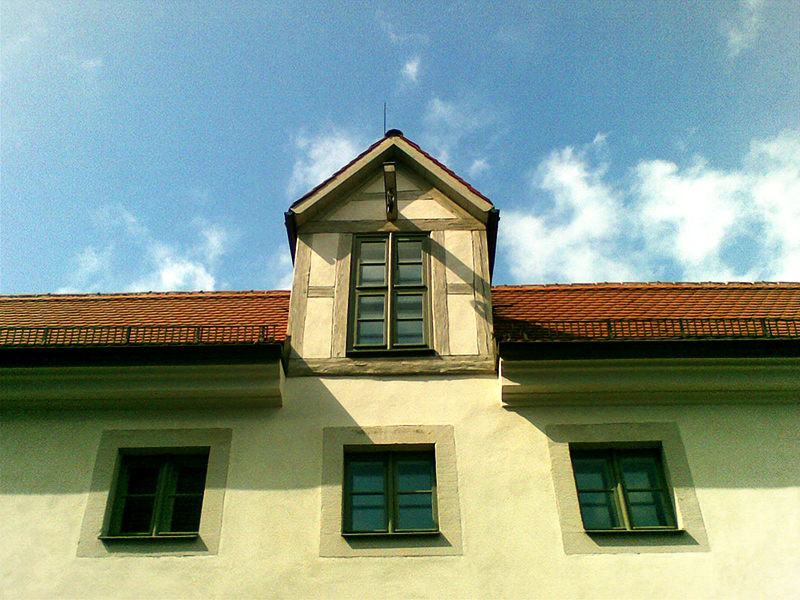
Abbaino della Facoltà di teologia (Casa 30)

Fulcro del lavoro della casa editrice sono le pubblicazioni delle Fondazioni Francke come materiale illustrato, cataloghi e contributi di ricerca sul Pietismo. Inoltre la casa editrice cura varie serie scientifiche.

### Istituzioni dell'Università Martin Lutero Halle-Wittenberg
Nelle Fondazioni Francke si trovano le seguenti istituzioni della Università Martin Lutero di Halle-Wittenberg: la facoltà di Filosofia III - ramo scienze della formazione, la facoltà di teologia con l'Istituto di scienze bibliche e storia della chiesa, l'Istituto di teologia sistematica, pratica e scienze religiose; il centro interdisciplinare per la ricerca sull'Illuminismo europeo, il centro interdisciplinare per la ricerca sul Pietismo, la rete di eccellenza Illuminismo – Religione – Scienza. Trasformazioni del religioso e del razionale nella modernità, il centro per la ricerca sulla scuola e la formazione, l'Istituto di teologia e didattica cattolica, l'Istituto di pedagogia, l'istituto per la pedagogia riabilitativa, l'istituto per la pedagogia scolastica e la didattica della scuola elementare, il seminario di studi ebraici, il centro Leopold-Zunz per la ricerca sull'ebraismo europeo, la Jugenduni Halle (università per i giovani di Halle), il centro di assistenza per la comunicazione di sostegno, il centro di ricerca sulla riabilitazione di persone con disabilità comunicative ed un ramo della biblioteca dell'Università e del Land Sachsen-Anhalt.

### Istituzioni pedagogiche
- Scuola primaria August Hermann Francke
- Scuola Maria Montessori (Scuola elementare evangelica con integrazione)
- Scuola secondaria August Hermann Francke
- Ginnasio (la Latina) statale August Hermann Francke (scuola europea) con pensionato e casa della musica.

### Istituzioni sociali o di pubblica utilità
- Casa delle generazioni: riunisce la casa di riposo della Fondazione Paul-Riebeck (chimico ed imprenditore che viaggiò in tutto il mondo che legò una parte cospicua del suo patrimonio), la scuola primaria Maria Montessori così come il centro specializzato in formazione e salute delle famiglie
- Asili infantili delle Fondazioni Francke
- Krokoseum, spazio culturale e museale pedagogico per le attività dei fanciulli con un programma pedagogico in parte fisso ed in parte variabile che si trova al piano terra dell'orfanotrofio storico
- Circolo di amici delle Fondazioni Francke, fondato nel 1990, associazione di pubblica utilità, cui appartengono circa 1300 membri, principalmente ex allievi delle scuole delle Fondazioni
- Opera per gli studenti di Halle, che gestisce la mensa dello storico refettorio nella casa 27
- Laboratorio giovanile e deposito di macchine operatrici di Halle nelle Fondazioni Francke, ente di pubblica utilità con laboratori, progetti di lavoro sociale per giovani, promozione ed assistenza all'occupazione giovanile
- Ludoteche, progetto del lavoro sociale fra i giovani per incontri ludici fra diverse culture a livello internazionale, nazionale e regionale
- Club studentesco Fornix: come rivela il nome latino (latino: fornix, tradotto: Volta) del primo spazio utilizzato, la cantina della Casa 2 – 4 con la sua notevole volta a botte, serve come punto di incontro e comunicazione fra scolari e studenti
- Integration & Arbeit gGmbH, ente per la promozione dell'integrazione professionale dei disoccupati con gravi disabilità

### Istituzioni cristiane
- Canstein-Bibelzentrum (Centro biblico Canstein)
- Convitto evangelico di Halle e casa dello studente della Chiesa evangelica della Germania centrale
- Cappella di S. Giorgio, inaugurata nel 1998 in una cantina della Casa 24 con notevole volta a crociera, chiamata di S. Giorgio, come la prima comunità di cui fu pastore Francke
- Chiesa domestica ortodossa della Santa Croce, consacrata nel febbraio del 2000 dall'arcivescovo Feofan, che riflette il collegamento ecumenico storico con la Chiesa ortodossa

Inoltre, dal 2010, vi è una normale parrocchia. Eckart Warner accompagna la vita sul territorio delle Fondazioni come cappellano delle stesse.  A tal fine egli tiene i contatti con le diverse istituzioni, celebra i culti ed è il referente dei gruppi cristiani che visitano le Fondazioni.

### Istituzioni culturali e scientifiche extrauniversitarie
- Deutsches Jugendinstitut: istituzione di ricerca sociologica di livello federale, il cui fulcro è la ricerca di base sulle condizioni di vita di bambini, giovani e famiglie
- Kulturstiftung des Bundes:  promuove l'arte e la cultura nell'ambito delle competenze della Federazione tedesca
- Coro civico di Halle, fondato nel 1116, è il più antico coro di ragazzi della Germania centrale, dal 1808 ospitato dalle Fondazioni Francke
- Associazione per la storia della città di Halle
- Società internazionale Georg Wilhelm Steller

### Istituzioni commerciali

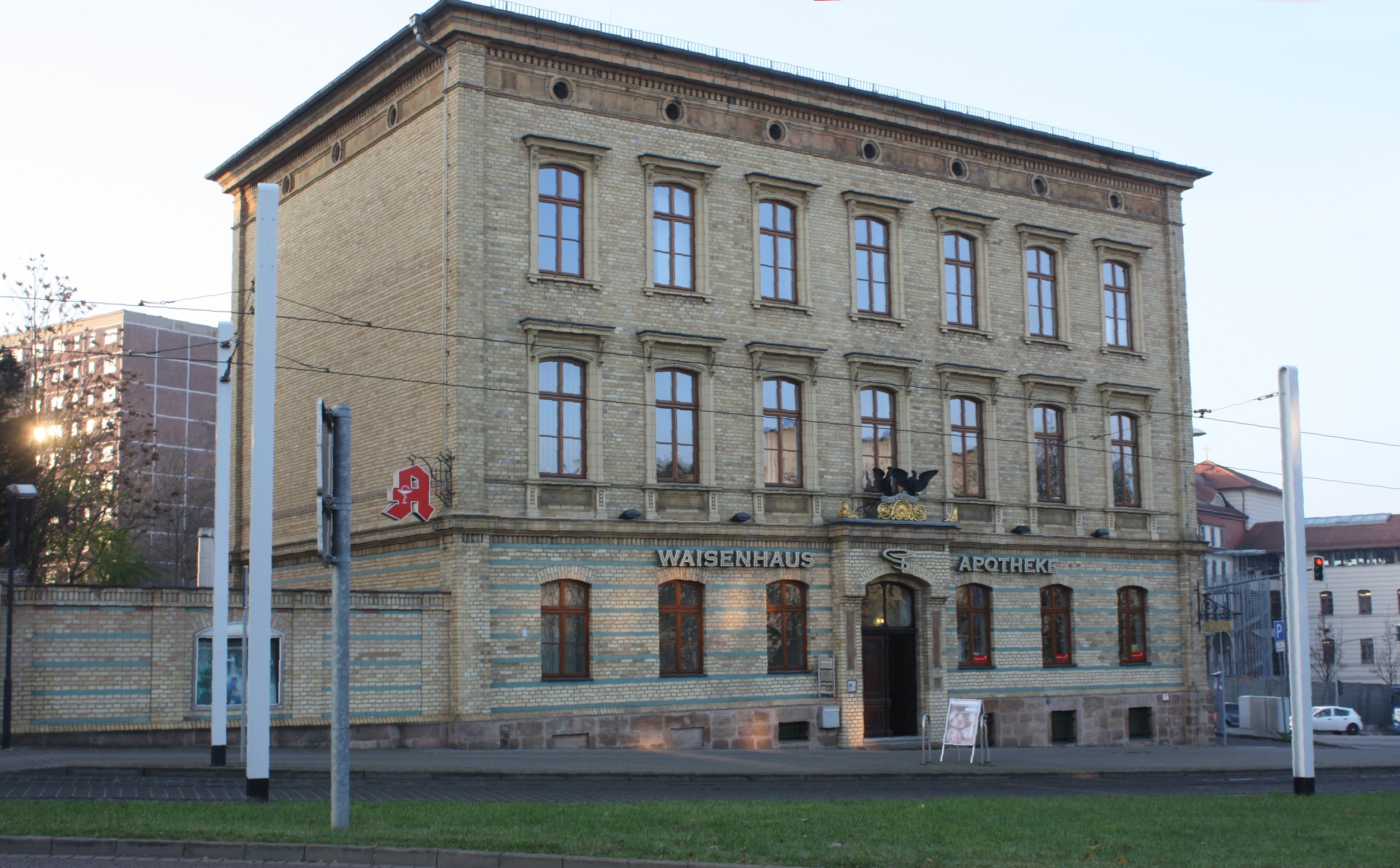
Farmacia dell'orfanotrofio

Sui terreni delle Fondazioni si trovano inoltre le seguenti istituzioni commerciali, che esistono, in forza di un privilegio concesso dal principe elettore Federico III del Brandeburgo, dal 1698 ad oggi:
- farmacia dell'orfanotrofio  (originariamente con dispensario farmaceutico)
- Libreria dell'orfanotrofio
- Druckfabrik Halle GmbH, fondata nel 1701 come tipografia dell'orfanotrofio delle Fondazioni Francke

## Persone

### Direttori

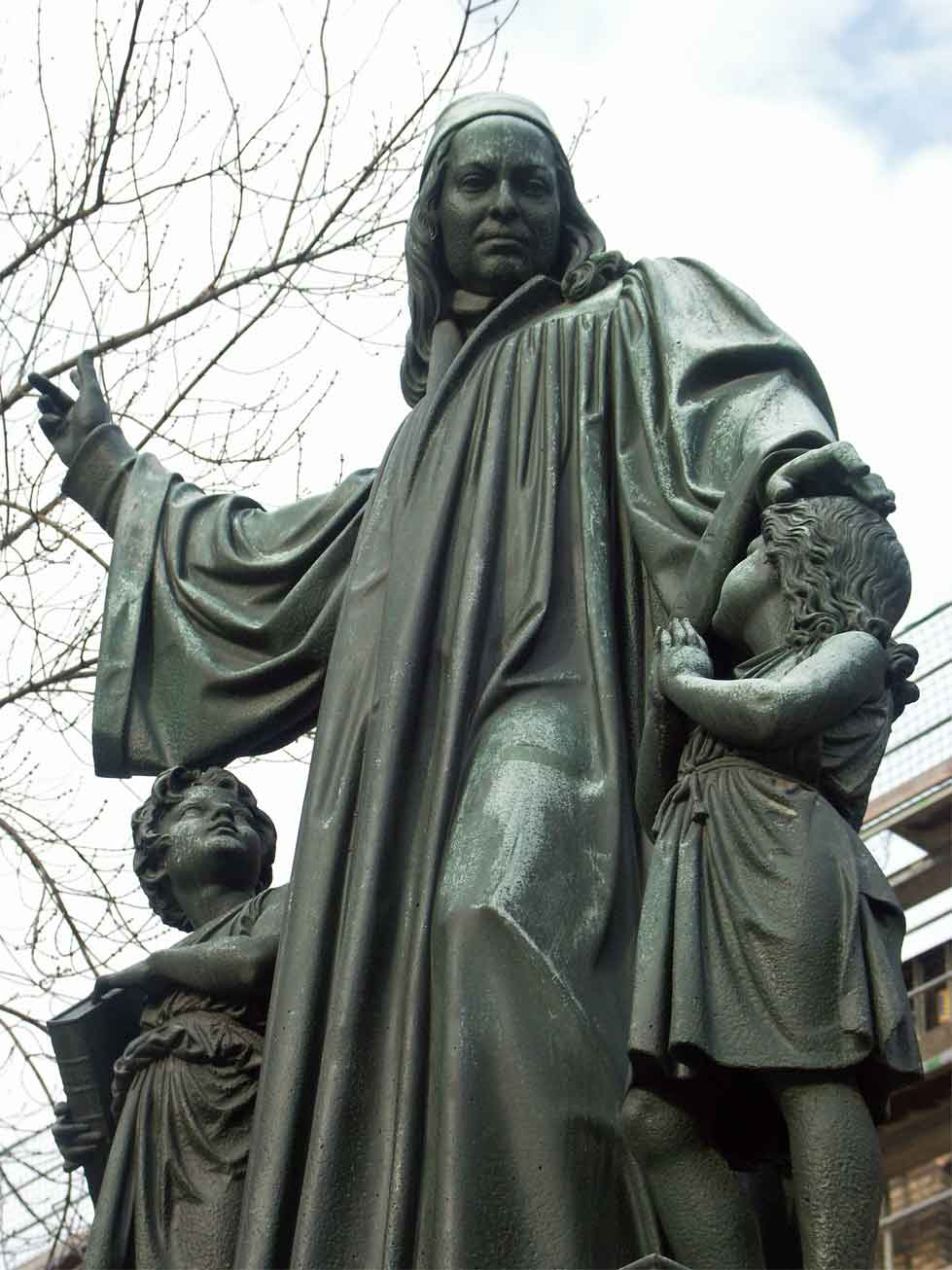
Monumento ad August Hermann Francke nel cortile delle Fondazioni Francke

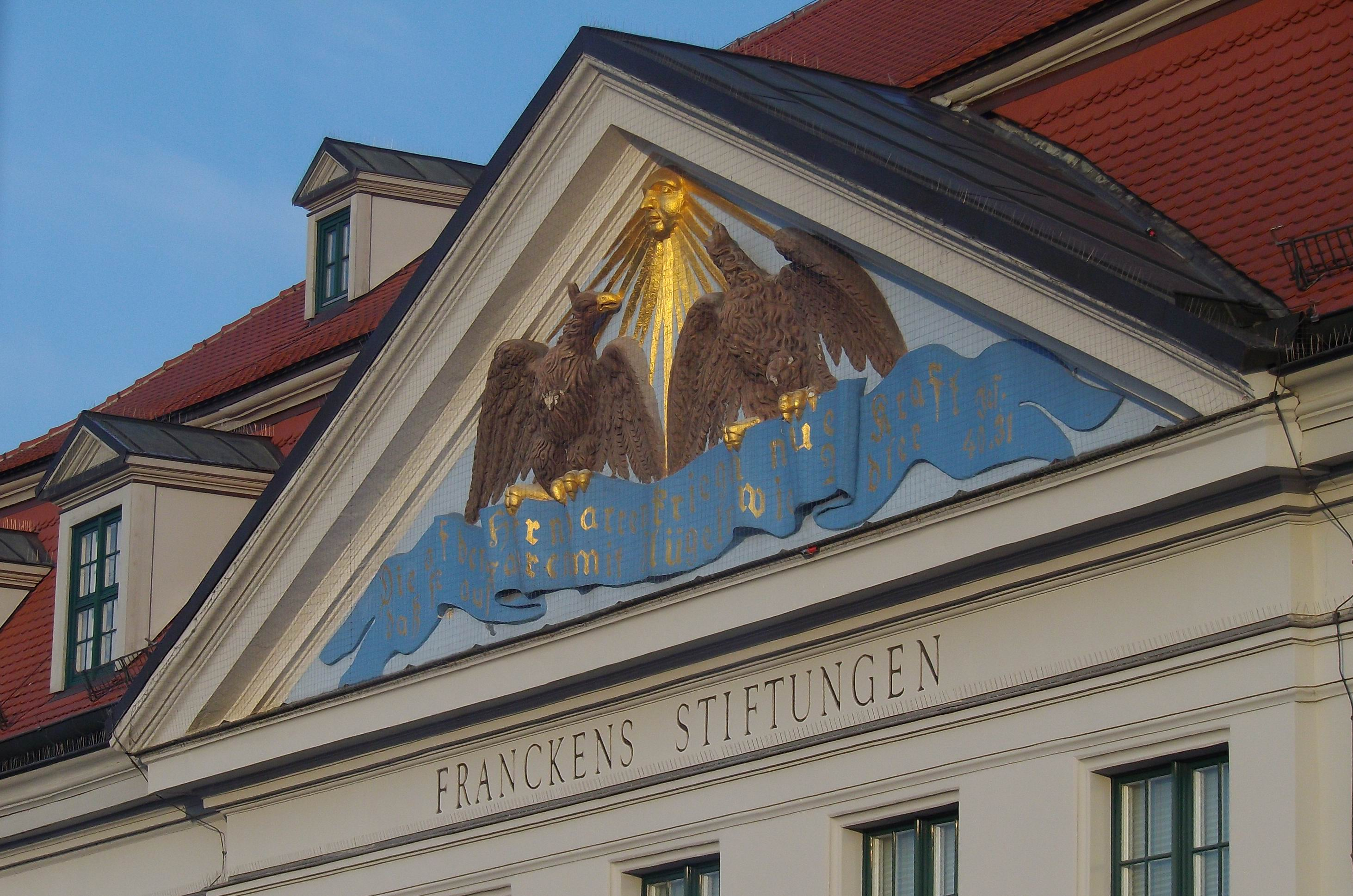
Aquila ed iscrizione

| - August Hermann Francke (1698–1727) - Johann Anastasius Freylinghausen (1727–1739) - Gotthilf August Francke (1727–1769) - Johann Georg Knapp (1769–1771) - Gottlieb Anastasius Freylinghausen (1771–1785) - Johann Ludwig Schulze - August Hermann Niemeyer - Georg Christian Knapp - August Jacobs - Johann Carl Thilo - Hermann Agathon Niemeyer (1830–1851) - Gustav Kramer - Theodor Adler | - Otto Frick - Wilhelm Fries (1882–1921) - August Nebe (1921–1931) - Walther Michaelis - Max Dorn - Peter Petersen - Hans Ahrbeck - Hans Osterwald - Paul Raabe - Jan-Hendrik Olbertz - Helmut Obst - Thomas Müller-Bahlke |

### Insegnanti (estratto)
| - Hieronymus Freyer (1698–1747) - Johann Ernst Gründler (1701–1708) - Johann Heinrich Zopf (1716–1719) - Friedrich Wagner (um 1718) - Carl Gottfried Neuendorf - Johann Julius Hecker (1729–1735) - Israel Christian Gronau (1729–1733) - Johann Martin Boltzius (1730–1733) - Georg Heinrich Conrad Hüttemann (–1749) - Christian Leiste (1761–1766) - Gottlob Nathanael Fischer (1769–1775) - Heinrich Rathmann (1771–1774) - Johann Christian Gottlieb Schaumann (?–1794) - Johann Heinrich Marschhausen (1783–1799) - Gottfried Fähse (1798–1801) - Christian Ferdinand Schulze (1798–1800) | - Christoph Bernoulli - Johannes Voigt (1809–1812) - Wilhelm Drumann (1810–1817) - Friedrich August Arnold (1812−1869) - Adolf Stahr (1826–1836) - Karl Ludwig Peter (1830–1835) - Moritz Ludwig Seyffert (1831–1846) - Arnold Ruge (1831–1836) - Karl Moritz Fleischer (1832–1839) - Hermann Albert Daniel (1834–1870) - Friedrich August Eckstein (1839–1863) - Heinrich Keil (1847–1855) - Karl Wilhelm Osterwald - Berthold Volz (–1872) - Rudolf Menge (1886–1895) - Karl Smalian (1890–1902) |

### Medici
- David Samuel von Madai
- Carl August von Madai

## Mostre
- 2011: Jahresausstellung: Freiheit, Fortschritt und Verheißung. Blickwechsel zwischen Europa und Nordamerika seit der frühen Neuzeit[8]
- 2012: Jahresausstellung: Weil sie die Seelen fröhlich macht. Protestantische Musikkultur seit Martin Luther in Kooperation mit der Stiftung Händel-Haus Halle im Rahmen des Themenjahres der Lutherdekade 2012 Reformation und Musik
- 2013: Jubiläumsausstellung: DIE WELT VERÄNDERN. August Hermann Francke – Ein Lebenswerk um 1700
- 2015: Kabinettausstellung "Baukunst in den Büchern des Barock" 17. April bis 25. Oktober 2015, Ausstellung "Assoziationsraum Wunderkammer" 24. April bis 16. August 2015